# Premi BAFTA 2025
La 78ª edizione dei premi BAFTA, conferiti dalla British Academy of Film and Television Arts alle migliori produzioni cinematografiche del 2024, si è tenuta il 16 febbraio 2025 alla Royal Festival Hall di Londra.
Le candidature sono state annunciate il 15 gennaio 2025.

## Vincitori e candidature

### Miglior film
- Conclave, regia di Edward Berger
- A Complete Unknown, regia di James Mangold
- Anora, regia di Sean Baker
- Emilia Pérez, regia di Jacques Audiard
- The Brutalist, regia di Brady Corbet

### Miglior film britannico
- Conclave, regia di Edward Berger
- Bird, regia di Andrea Arnold
- Blitz, regia di Steve McQueen
- Il gladiatore II (Gladiator II), regia di Ridley Scott
- Hard Truths, regia di Mike Leigh
- Kneecap, regia di Rich Peppiatt
- Lee, regia di Ellen Kuras
- Love Lies Bleeding, regia di Rose Glass
- The Outrun, regia di Nora Fingscheidt
- Wallace e Gromit - Le piume della vendetta (Wallace & Gromit: Vengeance Most Fow)

### Miglior debutto di un regista, sceneggiatore o produttore britannico
- Rich Peppiatt - Kneecap (regista, sceneggiatore)
- Luna Carmoon - Hoard (regista, sceneggiatrice)
- Dev Patel - Monkey Man (regista)
- Sandhya Suri (regista, sceneggiatrice), James Bowsher (produttore) e Balthazar De Ganay (produttore) - Santosh
- Karan Kandhari (regista, sceneggiatore) - Sister Midnight

### Miglior film in lingua straniera
- Emilia Pérez, regia di Jacques Audiard (Francia)
- All We Imagine As Light - Amore a Mumbai (All We Imagine as Light), regia di Payal Kapadiya (India/Francia/Paesi Bassi/Lussemburgo/Italia)
- Io sono ancora qui (Ainda estou aqui), regia di Walter Salles (Brasile, Francia)
- Kneecap, regia di Rich Peppiatt (Irlanda, Regno Unito)
- Il seme del fico sacro (Dāne-ye anjīr-e ma'ābed), regia di Mohammad Rasoulof (Iran, Germania, Francia)

### Miglior documentario
- Super/Man: The Christopher Reeve Story, regia di Ian Bonhôte e Peter Ettedgui
- Black Box Diaries, regia di Shiori Itō
- Daughters, regia di Natalie Rae e Angela Patton
- No Other Land, regia di Basel Adra, Hamdan Ballal, Yuval Abraham e Rachel Szor
- Will & Harper, regia di Josh Greenbaum

### Miglior film d'animazione
- Wallace e Gromit - Le piume della vendetta (Wallace & Gromit: Vengeance Most Fowl), regia di Nick Park e Merlin Crossingham
- Flow - Un mondo da salvare (Straume), regia di Gints Zilbalodis
- Inside Out 2, regia di Kelsey Mann
- Il robot selvaggio (The Wild Robot), regia di Chris Sanders

### Miglior regista
- Brady Corbet - The Brutalist
- Sean Baker - Anora
- Edward Berger - Conclave
- Denis Villeneuve - Dune - Parte due (Dune: Part Two)
- Jacques Audiard - Emilia Pérez
- Coralie Fargeat - The Substance

### Miglior sceneggiatura originale
- Jesse Eisenberg - A Real Pain
- Sean Baker - Anora
- Brady Corbet e Mona Fastvold - The Brutalist
- Coralie Fargeat - The Substance
- Rich Peppiatt, Naoise Ó Cairealláin, Liam Óg Ó Hannaidh e JJ Ó Dochartaigh - Kneecap

### Miglior sceneggiatura non originale
- Peter Straughan - Conclave
- James Mangold e Jay Cocks - A Complete Unknown
- Jacques Audiard - Emilia Pérez
- RaMell Ross e Joslyn Barnes - Nickel Boys
- Clint Bentley, Greg Kwedar, John "Divine G" Whitfield e Clarence Maclin – Sing Sing

### Miglior attrice
- Mikey Madison - Anora
- Cynthia Erivo - Wicked
- Karla Sofía Gascón - Emilia Pérez
- Marianne Jean-Baptiste - Hard Truths
- Demi Moore - The Substance
- Saoirse Ronan - The Outrun

### Miglior attore
- Adrien Brody - The Brutalist
- Timothée Chalamet - A Complete Unknown
- Colman Domingo - Sing Sing
- Ralph Fiennes - Conclave
- Hugh Grant - Heretic
- Sebastian Stan - The Apprentice - Alle origini di Trump (The Apprentice)

### Miglior attrice non protagonista
- Zoe Saldana - Emilia Pérez
- Selena Gomez - Emilia Pérez
- Ariana Grande - Wicked
- Felicity Jones - The Brutalist
- Jamie Lee Curtis - The Last Showgirl
- Isabella Rossellini - Conclave

### Miglior attore non protagonista
- Kieran Culkin - A Real Pain
- Yura Borisov - Anora
- Clarence Maclin - Sing Sing
- Edward Norton - A Complete Unknown
- Guy Pearce - The Brutalist
- Jeremy Strong - The Apprentice - Alle origini di Trump (The Apprentice)

### Miglior colonna sonora
- Daniel Blumberg - The Brutalist
- Hauschka - Conclave
- Clément Ducol e Camille - Emilia Pérez
- Robin Carolan - Nosferatu
- Kris Bowers - Il robot selvaggio (The Wild Robot)

### Miglior casting
- Sean Baker e Samantha Quan - Anora
- Carmen Cuba e Stephanie Gorin - The Apprentice - Alle origini di Trump (The Apprentice)
- Yesi Ramirez - A Complete Unknown
- Nina Gold e Martin Ware - Conclave
- Carla Stronge - Kneecap

### Miglior fotografia
- Lol Crawley - The Brutalist
- Stéphane Fontaine - Conclave
- Greig Fraser - Dune - Parte due (Dune: Part Two)
- Paul Guilhaume - Emilia Pérez
- Jarin Blaschke - Nosferatu

### Miglior montaggio
- Nick Emerson - Conclave
- Sean Baker - Anora
- Joe Walker - Dune - Parte due (Dune: Part Two)
- Juliette Welfling - Emilia Pérez
- Julian Ulrichs e Chris Gill - Kneecap

### Miglior scenografia
- Nathan Crowley e Lee Sandales - Wicked
- Judy Becker e Patricia Cuccia - The Brutalist
- Suzie Davies e Cynthia Sleiter - Conclave
- Patrice Vermette e Shane Vieau - Dune - Parte due (Dune: Part Two)
- Craig Lathrop - Nosferatu

### Migliori costumi
- Paul Tazewell - Wicked
- Jacqueline Durran - Blitz
- Arianne Phillips - A Complete Unknown
- Lisy Christl - Conclave
- Linda Muir - Nosferatu

### Miglior trucco e acconciatura
- Pierre-Olivier Persin, Stéphanie Guillon, Frédérique Arguello e Marilyne Scarselli - The Substance
- Love Larson e Eva Von Bahr - Dune - Parte due (Dune: Part Two)
- Julia Floch Carbonel, Emmanuel Janvier, Jean-Christophe Spadaccini e Romain Marietti - Emilia Pérez
- David White, Traci Loader e Suzanne Stokes-Munton - Nosferatu
- Frances Hannon, Laura Blount e Sarah Nuth - Wicked

### Miglior sonoro
- Ron Bartlett, Doug Hemphill, Gareth John e Richard King - Dune - Parte due (Dune: Part Two)
- John Casali, Paul Cotterell e James Harrison - Blitz
- Stéphane Bucher, Matthew Collinge, Paul Massey e Danny Sheehan - Il gladiatore II (Gladiator II)
- Valérie Deloof, Victor Fleurant, Victor Praud, Stéphane Thiébaut e Emmanuelle Villard - The Substance
- Robin Baynton, Simon Hayes, John Marquis, Andy Nelson e Nancy Nugent Title - Wicked

### Miglior effetti speciali
- Paul Lambert, Stephen James, Gerd Nefzer e Rhys Salcombe - Dune - Parte due (Dune: Part Two)
- Luke Millar, David Clayton, Keith Herft e Peter Stubbs - Better Man
- Mark Bakowski, Neil Corbould, Nikki Penny e Pietro Ponti - Il gladiatore II (Gladiator II)
- Erik Winquist, Rodney Burke, Paul Story, and Stephen Unterfranz - Il regno del pianeta delle scimmie (Kingdom of the Planet of the Apes)
- Pablo Helman, Paul Corbould, Jonathan Fawkner e Anthony Smith - Wicked

### Miglior cortometraggio animato britannico
- Wander To Wonder, regia di Nina Gantz
- Adiós, regia di José Prats
- Mog's Christmas, regia di Robin Shaw

### Miglior cortometraggio britannico
- Rock, Paper, Scissors, regia di Franz Böhm
- The Flowers Stand Silently, Witnessing, regia di Theo Panagopoulos
- Marion, regia di Joe Weiland
- Milk, regia di Miranda Stern
- Stomach Bug, regia di Matty Crawford

### Miglior stella emergente
- David Jonsson
- Marisa Abela
- Jharrel Jerome
- Mikey Madison
- Nabhaan Rizwan

## Premi onorari

### BAFTA Fellowship
- Warwick Davis